# Ghercești
Gherceşti é uma comuna romena localizada no distrito de Dolj, na região de Oltênia. A comuna possui uma área de  km² e sua população era de 1695 habitantes segundo o censo de 2007.